# リオ・アスル
リオ・アスル（Río Azul）は、グアテマラのペテン県北東端にある古代マヤ遺跡。
1990年に指定されたミラドール＝リオ・アスル国立公園の一角をなす。

## 遺跡
リオ・アスルはオンド川の支流であるアスル川の川岸に位置している。遺跡は都市部分、沿岸部分、沼の水を使った農地に三分される。
先古典期の紀元前800年ごろから定住がはじまった。古典期前期の393年にシヤフ・カックに征服され、ティカルやテオティワカンの影響を受けた新王朝が開かれた。440年にはティカルのシヤフ・チャン・カウィール2世の子がリオ・アスルの支配者になった。450年から530年にかけて、ティカルの支配者層がリオ・アスルに墓を造った。古典期前期に人口は3500ほどに達した。
530-660年にリオ・アスルは焼き払われ、いったん放棄された。古典期後期には再び人が住みはじめるが、北部マヤ（おそらくプウク地域）から侵略され、再びリオ・アスルは焼き払われた。880年ごろに放棄された。

## 調査
リオ・アスル遺跡は、この地で採掘事業を行っていたサン石油（現SUNOCO）によって1960年代に発見され、調査を依頼されたハーバード大学のリチャード・アダムズによってリオ・アスルと命名された。
1976年から1981年にかけて、リオ・アスルでは大規模な組織による盗掘が行われ、125を越える盗掘坑が開かれた。
1981年にイアン・グレアムは盗掘後の墓に壁画が描かれているのを発見し、国立グアテマラ考古学・民族学博物館のラファエル・モラレスによって遺跡が保護された。その後、リチャード・アダムズによって1983年から1987年まで学術的な調査が行われた。
未盗掘の墓19から出土した壺の銘文をデイヴィッド・ステュアートは「フルーツ味のチョコレート飲料を入れるための器」と解読した。壺の中身をハーシーの研究所に送ったところ、実際にチョコレートが検出された。これによってマヤ文字の解読が正しい方向に進んでいることが裏付けられた。